# جائزة بلجيكا الكبرى 2012
جائزة بلجيكا الكبرى 2012 (بالإنجليزية: 2012 Belgian Grand Prix)‏ هو سباق فورمولا 1 أقيم بتاريخ 2 سبتمبر 2012 في حلبة دي سبا فرانكورشومب، حمام معدني، بلجيكا. كان الثاني عشر من أصل 20 في بطولة العالم لسباقات الفورمولا واحد موسم 2012. حلّ البريطاني جنسن باتون أولا بينما جاء الألماني سباستيان فيتل في المركز الثاني وحصل على المركز الثالث الفنلندي كيمي رايكونن.